# Plátanos (Imathie)
Plátanos (grec moderne : Πλάτανος) est une localité située dans le dème d'Alexándria, dans le district régional d'Imathie, dans la periphérie de Macédoine-Centrale, en Grèce.
Selon le recensement de 2011, elle compte 630 habitants.